# Kwasi Anin-Yeboah
Kwasi Anin-Yeboah JSC est né le 24 mai 1953, est un juge ghanéen et un ancien président de la Cour suprême du Ghana. En décembre 2019, le président Nana Addo Dankwa Akufo-Addo a nommé Juge Anin-Yeboah président de la Cour suprême du Ghana.

## La vie précoce et l’éducation
Anin-Yeboah est né à Toase (en), dans la région ashanti du Ghana, le 24 mai 1953. Il a fréquenté l'école secondaire Amaniampong et l'école secondaire Lycée Apam (en) de 1968 à 1976. Il a ensuite poursuivi son enseignement à l'Université du Ghana et plus tard à l'École de droit du Ghana, diplômé en 1981,,.

## Carrière juridique au Ghana
Après avoir obtenu son diplôme de l'école de droit, il a servi d'avocat d'État assistant au Bureau du Procureur général à Koforidua. Il a été associé à la succursale de Koforidua d'Afisem Chambers. Il a ensuite été élu président du barreau de la région orientale,.
Il a siégé en tant que juge de la Haute Cour de 2002 à 2003 et en tant que Cour d'appel de 2003 à 2008 au Ghana. Anin-Yeboah a également fourni son expérience juridique au football dans son pays, en assumant les fonctions de président aux niveaux local et national, comme le Comité disciplinaire de l'Association de football de la région orientale (FA) et le Comité d'appel de l'Association de football du Ghana de 2004 à 2008. Il est actuellement président du Conseil d'assistance juridique et président du Comité disciplinaire du Conseil juridique général du Ghana. Anin-Yeboah a été nommé membre de la Cour suprême du Ghana par le président John Kufuor en juin 2008. En décembre 2019, la Justice Anin-Yeboah était la quatrième Justice la plus ancienne de la Cour suprême,,,,,,.

## Nomination comme magistrat principal
En décembre 2019, le président Nana Addo Dankwa Akufo-Addo a nommé Anin-Yeboah pour remplacer Sophia Akuffo comme président de la Cour suprême du Ghana. Son enquête a été contestée par le Directeur exécutif de l'Alliance pour l'équité sociale et la responsabilité publique (ASEPA), Mensah Thompson, qui voulait que le Parlement suspende l'enquête judiciaire Anin Yeboah pour permettre à la CHRAJ de mener des enquêtes sur une pétition contre le candidat. M. Mensah avait fait valoir que le juge Anin Yeboah n'avait pas divulgué ses actifs et ses passifs conformément à la loi. Les conclusions et décisions ci-après du CHRAJ concernant la non-déclaration d'actifs présentée par M. Mensah étaient les suivantes,,,,,,.

### Résultats
À l'issue de l'enquête préliminaire, la commission estime que le défendeur a respecté l'article 286 de la Constitution en déclarant ses actifs et ses passifs à l'auditeur général.

### Décision
Ayant constaté que le défendeur avait déclaré ses actifs et ses passifs au moment où les allégations ont été formulées et qu'il avait rempli les conditions pour avoir ce bureau alors, bien qu'une présentation tardive, quelle devrait être la mesure appropriée que le commissaire devrait prendre en ce qui concerne les résultats de l'enquête?
La commission estime que, ayant constaté que le défendeur s'est conformé à l'article 286, la mesure appropriée dans les circonstances serait d'écarter le défendeur comme dépassement, non fondé et non réalisé. La conformité est donc rejetée.
Anin Yeboah, nommé par Akuffo-Addo en consultation avec le Conseil d'État conformément à la Constitution ghanéenne, a été approuvé comme président de la Cour suprême de la République du Ghana par le Parlement ghanéen après avoir été examiné en décembre 2019. Il est le premier président de la Cour suprême masculine en 12 ans.

## Audition des pétitions pour les élections
La Cour suprême dirigée par le Président de la Cour suprême, Kwasi Anin-Yeboah, a rejeté la demande électorale qui cherchait une nouvelle exécution des élections de 2020 par le requérant, John Dramani Mahama, en tant que candidat à la présidence de la NDC.
John Mahama a défié l'élection au motif que son concurrent Nana Akufo-Addo et les huit autres candidats présidentiels n'ont pas atteint le seuil constitutionnel de vote obligatoire de 50%+1 pour être déclaré vainqueur des urnes,,.

## Contribution au monde universitaire
Outre son rôle de juge de la Cour suprême, il est également professeur à temps partiel à l'École de droit du Ghana, où il assure des cours de procédure civile et de système juridique ghanéen. L'expérience juridique d'Anin-Yeboah comprend la rédaction de jugements en matière constitutionnelle, civile et pénale. Il émet également des avis sur des questions juridiques dans la nation de l'Afrique de l'Ouest,.

## Allocations internationales
La FIFA est un organe gouvernemental international du football et organisateur de tournois mondiaux, y compris le Monde Up. Elle a été fondée en 1904. Il a une adhésion de 211. Voici quelques positions qu'il a occupées sur la scène internationale.
- Il s'est levé pour devenir membre de la chambre judiciaire de la FIFA et a été nommé par la suite en mai 2017 en tant que Président du Comité disciplinaire du 67e Congrès de la FIFA au Bahreïn[8];
- Président du Comité d'éthique de la FIFA, principal organe chargé d'enquêter sur d'éventuelles violations du Code d'éthique de la FIFA[4],[8];
- Il est également l'actuel Président du Conseil d'assistance juridique[6];
- Anin Yeboah a également servi à la Confédération de football africain (CAF)[8];
- En septembre 2019, il a été nommé membre de l’équipe du Groupe de travail pour la mise en œuvre de la réforme de la CAF/FIFA pour le football africain[8].

## Retraite
Anin Yeboah s'est officiellement retiré du service judiciaire le 24 mai 2023. Lors d'un match d'adieu organisé par l'Association des avocats du Ghana, le président, Nana Akufo-Addo, l'a décrit comme l'un dont le mandat a valu l'honneur au pouvoir judiciaire. Selon lui, "le Président de la Cour suprême Anin-Yeboah a été un chef exceptionnel du pouvoir judiciaire. Il a gardé jalousement le pouvoir judiciaire et son comportement a porté honneur au pouvoir judiciaire et à notre pays. Non seulement il a poursuivi la modernisation des activités du pouvoir judiciaire, mais son mandat a également vu, sans aucun doute, le plus grand développement infrastructurel entrepris dans l'histoire du Pouvoir judiciaire du Ghana (en) ».
Anin-Yeboah a été remplacé par le juge Jones Dotse, le plus haut juge de la Cour suprême en qualité de président en exercice de la Cour suprême, jusqu'à ce qu'un président de fond de la Cour suprême ait été nommé. Le juge Gertrude Torkornoo, le président de la Cour suprême élu par le Président, a été approuvé par le Parlement et a juré en qualité de quinzième président de la Cour suprême du Ghana le 12 juin 2023, par le président Nana Akufo-Addo à la Maison du Jubilé,,.